# Sheriff Tyraspol
Sheriff Tyraspol (rum. Fotbal Club Sheriff Tiraspol, ros. Футбольный клуб «Шериф») – naddniestrzański (de iure mołdawski) klub piłkarski z siedzibą w Tyraspolu, założony latem 1996 roku (od 4 kwietnia 1997 roku pod obecną nazwą).

## Historia
Chronologia nazw:
- 1996–1997: Tiras Tyraspol
- od 1997: Sheriff Tyraspol

Protoplastą obecnego klubu był utworzony latem 1996 roku Tiras Tyraspol (nie mylić z Tiligulem-Tirasem Tyraspol), który w sezonie 1996/1997 przystąpił do rozgrywek mołdawskiej III ligi (Divizia B), wywalczając awans na zaplecze najwyższej klasy rozgrywkowej. 4 kwietnia 1997 roku Tiras został przejęty przez należący do Victora Gușana koncern Sheriff, w związku z czym zmieniono jego nazwę na Sheriff Tyraspol. Sezon 1997/1998 drużyna zakończyła wygraniem II ligi (Divizia A), co dało jej promocję do Divizia Națională, w której występuje do dziś. W sezonie 1998/1999 Sheriff zajął 4. miejsce, zaś w następnym zdobył wicemistrzostwo. W latach 2001–2010 zespół był nieprzerwanie mistrzem Mołdawii. Regularny uczestnik europejskich pucharów, w tym fazy grupowej Ligi Europy.
W sezonie 2021/2022 po raz pierwszy klub zdołał zakwalifikować się do Ligi Mistrzów, pokonując w eliminacjach faworyzowane – Crveną zvezdę i Dinamo Zagrzeb. Sheriff trafił do grupy D, z Interem Mediolan, Realem Madryt i Szachtarem Donieck. Niespodziewanie w pierwszej kolejce zdołał pokonać Szachtara 2:0, a w drugiej sprawił jeszcze większą sensację, wygrywając na Estadio Santiago Bernabeu z Realem 2:1.

## Sukcesy
- Divizia Națională:
  - mistrz (21x): 2000/2001, 2001/2002, 2002/2003, 2003/2004, 2004/2005, 2005/2006, 2006/2007, 2007/2008, 2008/2009, 2009/2010, 2011/2012, 2012/2013, 2013/2014, 2015/2016, 2016/2017, 2017, 2018, 2019, 2020/2021, 2021/2022, 2022/2023
  - wicemistrz: 1999/2000, 2010/2011, 2023/2024
- Puchar Mołdawii:
  - zwycięzca (13x): 1998/1999, 2000/2001, 2001/2002, 2005/2006, 2007/2008, 2008/2009, 2009/2010, 2014/2015, 2016/2017, 2018/2019, 2021/2022, 2022/2023, 2024/2025
  - finalista: 2003/2004, 2013/2014, 2020/2021
- Superpuchar Mołdawii:
  - zwycięzca (7x): 2003, 2004, 2005, 2007, 2013, 2015, 2016
- Puchar WNP:
  - zwycięzca (2x): 2003, 2009

- Liga Mistrzów UEFA
  - awans do fazy grupowej (1x): 2021/2022

## Obecny skład
Stan na 15 lipca 2023.
| Nr | Poz. | Piłkarz                  |
| -- | ---- | ------------------------ |
| 1  | BR   | Victor Straistari        |
| 35 | BR   | Maksym Kowal             |
| 40 | BR   | Razak Abalora            |
| 15 | OB   | Gaby Kiki                |
| 4  | OB   | Munashe Garananga        |
| 3  | OB   | Didier Bueno             |
| 23 | OB   | Cristian Tovar           |
| 14 | PO   | Amine Talal (kapitan)    |
| 2  | OB   | Adamou Dijbo             |
| 12 | PO   | Abdoul Moumouni          |
| 20 | OB   | Armel Zohouri            |
| 16 | OB   | Konstantinos Apostolakis |
| 28 | OB   | Alejandro Artunduaga     |
| 61 | NA   | Rasheed Akanbi           |
| 18 | PO   | Moussa Kyabou            |

| Nr | Poz. | Piłkarz             |
| -- | ---- | ------------------- |
| 69 | PO   | Peter Ademo         |
| 21 | OB   | Cédric Ngah         |
| 10 | PO   | Cédric Badolo       |
| 8  | PO   | Joao Paulo          |
| 90 | NA   | Henrique Luvannor   |
| 11 | PO   | Ricardinho          |
| 27 | NA   | Vinicius Paiva      |
| 17 | NA   | Jerome Ngom Mbekeli |
| 30 | NA   | David Akpan Ankeye  |
| 33 | BR   | Serghei Pașcenco    |
| 7  | NA   | Abou Ouattara       |
|    | BR   | Toni Silic          |
| 31 | NA   | Dan Angelo-Botan    |
| 27 | PO   | Adrian Hatman       |
| 99 | NA   | Momo Yansané        |

### Na wypożyczeniu
| Nr | Poz. | Piłkarz                                 |
| -- | ---- | --------------------------------------- |
|    | OB   | Valeriu Gaiu (wyp. do Zimbru Kiszyniów) |

| Nr | Poz. | Piłkarz                                   |
| -- | ---- | ----------------------------------------- |
|    | NA   | Danil Ankudinov (wyp. do Dziugas Telsiai) |